# Nicolas Thomas Barthe
Pour les articles homonymes, voir Barthe.
Nicolas-Thomas Barthe, né à Marseille le 21 décembre 1736 et mort à Paris le 17 juin 1785, est un poète et auteur dramatique français.

## Biographie
Il fait ses études chez les Oratoriens au collège de Juilly, où il se passionne pour Virgile, Horace et Ovide. Il compose des épîtres en vers octosyllabiques à la manière de Jean-Baptiste Gresset : sur le Génie considéré par rapport aux beaux-arts, sur l'Influence des femmes sur les mœurs, sur le Malheur d'aimer une femme gaie. Ses poésies fugitives  le font rechercher par les gens du monde et entrer à l'Académie de Marseille en 1759. Encouragé par ses amis, il s'essaie au théâtre, mais ne connaît qu'un seul véritable succès en 1768 avec une petite comédie en un acte intitulée Les Fausses Infidélités. Après l'échec de sa dernière pièce, il retourne à Ovide et tente de traduire son Art d'aimer, dont seuls seront publiés quelques fragments.
Membre de la société bachique de Grimod de la Reynière, Barthe était de tous les dîners, de tous les soupers ; et sa réputation était celle d'un homme qui dînait et soupait excessivement. Au lendemain d'un souper en ville, il se réveille un jour en proie à de violentes coliques. On court chercher un chirurgien ; plusieurs se présentent à la fois ; ils l'examinent, se concertent, décident d'opérer. Tandis qu'on le met dans un bain pour calmer ses douleurs, il dicte son testament d'une voix ferme. Puis, désignant les chirurgiens assemblés, il dit en souriant à un de ses amis : « Ce n'est pas moi, c'est vous qui paierez ces gens-là ». À peine douze heures après l'opération, on sut qu'il avait dit vrai.
Sa plus grande réussite fut sans doute son unique roman, La Jolie femme, ou la Femme du jour, huit fois réédité en moins de dix ans, dont le thème fut repris ensuite par de nombreux écrivains. Barthe y fait l'éloge ironique du joli, qu'il oppose au beau et au sublime délaissés par les nouvelles élites en quête d'une vie brillante et artificielle. Son roman se termine par une image parodique de la France où triomphe la frivolité :

« Heureuse Nation qui avez de jolis appartements, de jolis meubles, de jolis bijoux, de jolies femmes, de jolies ariettes ; qui prisez avec fureur ces charmantes bagatelles, puissiez-vous prospérer longtemps dans vos jolies idées ! perfectionner encore votre joli persifflage, qui vous conclie l'amour de l'Europe ; et toujours merveilleusement coiffés, ne jamais vous réveiller du joli rêve qui berce mollement votre légère existence. »

Il fut un familier de Denis Diderot et surtout de sa fille Marie-Angélique, à qui il avait l'habitude de prêter des éditions de Voltaire. L'anecdote est rapportée par Diderot dans ses Mémoires pour Catherine II, où il dit de Barthe qu'il est un : « jeune étourdi, homme d'esprit, homme de lettres, auteur des Fausses Infidélités, une jolie petite pièce, et de La Mère jalouse, comédie qui n'est pas sans mérite » 

## Œuvres
Théâtre
- L'Amateur, comédie en un acte en vers, Paris, Hôtel de Richelieu, 1er mars 1764
- Les Fausses Infidélités, comédie en 1 acte et en vers, Paris, Théâtre de la rue des Fossés Saint-Germain, 25 janvier 1768 Texte en ligne
- La Mêre jalouse, comédie en 3 actes et en vers, Paris, Salle des machines, 23 décembre 1771 Texte en ligne
- L'Homme personnel, comédie en 5 actes et en vers, Paris, Comédie-Française, 21 février 1778

Varia
- Épîtres sur divers sujets, 1762 Texte en ligne
- Lettre de l'abbé de Rancé à un ami, écrite de son abbaye de la Trappe, par M. Barthe, 1765 Texte en ligne
- La Jolie femme, ou la Femme du jour, 1769 Texte en ligne
- Théâtre complet et œuvres diverses, 1779 Texte en ligne
- Choix de poésies de Nicolas Thomas Barthe et de Claude-Marie-Louis-Emmanuel Carbon de Flins Des Oliviers, 1810
- Œuvres choisies, 1811 Texte en ligne

## Sources biographiques
- « Notice sur la vie et les ouvrages de Barthe » in Œuvres choisies de Barthe, Firmin Didot, Paris, 1811, p. 5-13
- Philippe Le Bas, L'Univers. France : dictionnaire encyclopédique, Firmin Didot, Paris, 1840-1845, t. 2, p. 159